# Warwick (Warwickshire)
Warwick (pronunciat /ˈwɒr.rɪk/; Varoïc en les obres de Joanot Martorell) és un municipi del Regne Unit, situat al comtat de Warwickshire (Anglaterra) i és la capital d'aquest comtat. A la vora del riu Avon, té una estructura extensa que de vegades forma una continuïtat amb les poblacions veïnes, de fet existeix un districte electoral homònim que inclou la ciutat de Warwick i la seva rodalia. Als Estats Units d'Amèrica hi ha una ciutat del mateix nom, Warwick (Massachusetts), probablement fundada per emigrants d'aquesta ciutat. Sembla que el famós escriptor J. R. R. Tolkien va trobar a Warwick la inspiració per als seus llibres.

## Geografia
La ciutat de Warwick està situada a la vora del riu Avon, en un entorn eminentment rural. Al segle xvii l'historiador William Dugdale la describia amb les següents paraules: «construïda a sobre d'un turó de vessants rocalloses per tots costats, en un territori sec però fèrtil que té … agradables prats a la banda sud […] i […] boscos a la banda nord». Aquesta descripció encara és aplicable, ja que, a diferència de la majoria de ciutats angleses que es van apuntar a una creixent industrialització durant el segle xix, Warwick ha mantingut el seu caràcter rural. Això pot ser degut al fet que no es troba en una confluència de camins ni el seu riu ha estat considerat una via fluvial per al transport de mercaderies.
Pel que fa a l'aspecte urbà, ha quedat configurat per l'incendi de l'any 1694 que va destruir gairebé tots els edificis i es pot dir que a partir de llavors va sorgir una ciutat nova.
Warwick està dividida en 10 barris: Bridge End, Emscote, Forbes, Myton, Packmores, The Cape, The Percy, Warwick Gates, Woodloes Park i el més recent Chase Meadow.
Warwick Gates és una zona per empreses que es va construir a finals de la dècada del 1990; i aparentment es diria que és part de Bishop's Tachbrook, ja que està a tocant d'aquest poble i separada del centre de Warwick per camps, però no és així. Els altres municipis que limiten amb Warwick són: Whitnash, Royal Leamington Spa, Bishops Tachbrook.

## Història
Warwick ha estat un lloc habitat amb continuïtat des del Neolític. Segons diu la Crònica anglosaxona, l'any 914 una dama de Mèrcia anomenada Ethelfleda, filla del rei Alfred el Gran i germana del rei de Wessex Eduard el Vell va fer construir una residència fortificada en aquest lloc. Aprofitant que per Warwick passava una via romana, la Fosse Way, va ser un dels deu burgs construïts per defensar el regne de Mèrcia contra les invasions dels danesos. A començaments del segle X es va crear una nova comarca (shire) que tenia Warwick com a capital. El nom Warwick ve de weir wick i vol dir «llogaret al costat de la resclosa».

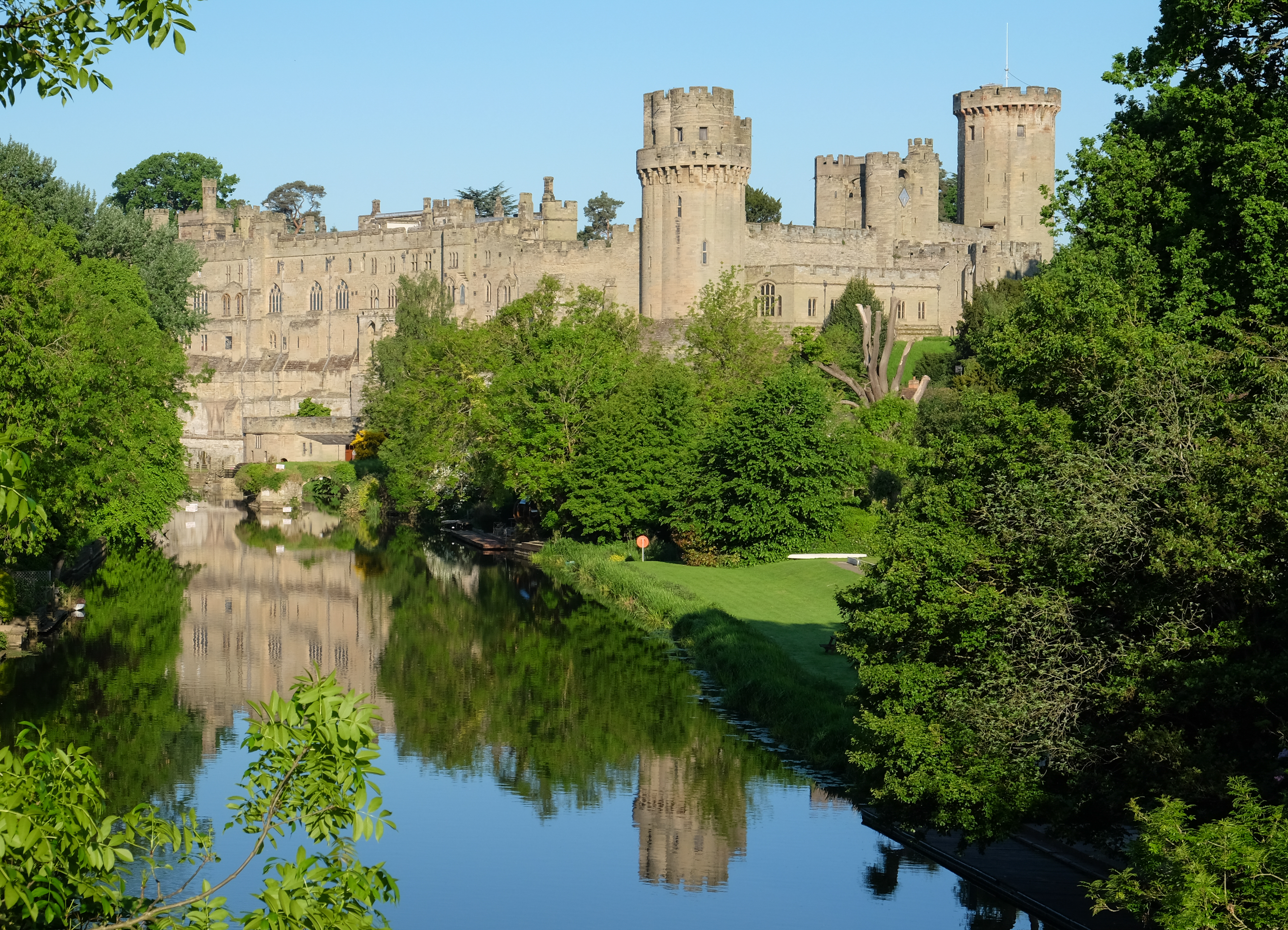
Castell de Warwick

El 1050 els danesos van envair Mèrcia i van cremar gran part del que hi havia a Warwick, inclòs un convent que estava on actualment hi ha l'església de sant Nicolau. Guillem el Conqueridor va fer construir un castell el 1068 perquè quedava en el camí a Yorkshire, on havia de sufocar els rebels que s'alçaven contra el seu regnat. Per la construcció d'aquest castell va ser necessari l'enderrocament de quatre cases ja existents. A més del castell, es va construir una muralla que encerclava el burg.
El 1142 es va construir un priorat. Al llarg del període medieval Warwick va estar sota el control de diversos comtes, la majoria pertanyents a la família Beauchamp, que es van preocupar per mantenir la muralla en bon estat. Actualment les úniques restes que queden d'aquella muralla són les portes: una a l'est i l'altra a l'oest. La de l'est forma part d'una institució educativa, el King's High School. Warwick no va ser considerat un municipi fins al 1545.
Durant la guerra civil la ciutat i el castell van ser ocupats per les forces del parlament. La fortalesa, amb sir Edward Peyto com a senescal, va resistir un setge de dues setmanes fins que es van rendir als reialistes. Posteriorment, entre el 1644 i el 1646, hi van haver estacionats 350 soldats sota les ordres del coronel William Purefoy i el comandant John Bridges. A mitjan segle xvii es va inaugurar una església de culte baptista, una de les primeres a tot el món.

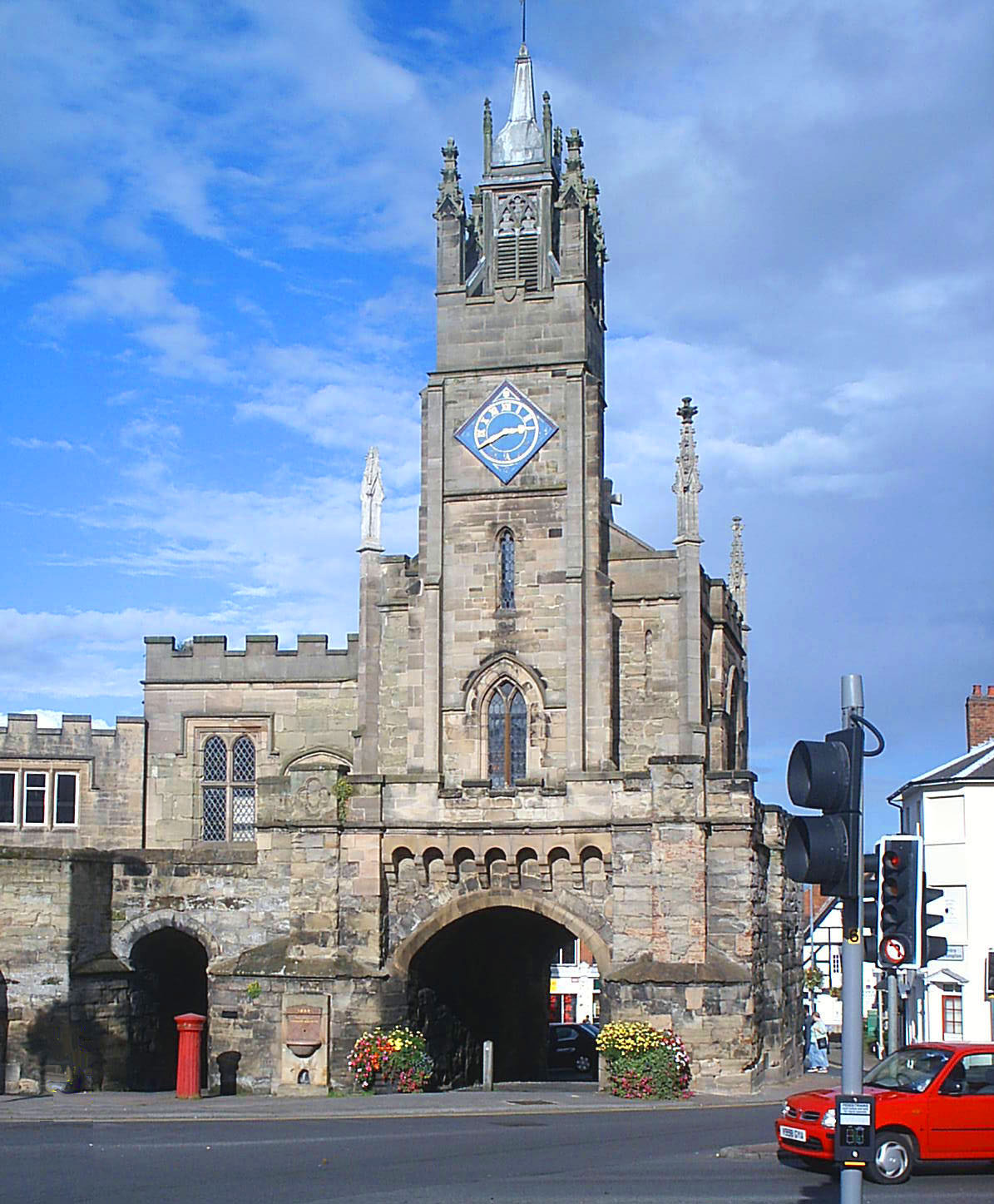
Porta est de l'antiga muralla

A les dues de la tarda del 5 de setembre del 1694 un gran incendi que va cremar durant sis hores va acabar amb gairebé tota la ciutat. L'origen va ser una espurna que va saltar d'una torxa que portaven uns nens mentre jugaven al carrer major. La proximitat dels edificis que estaven fets principalment de fusta va fer que en un no-res esdevingués un foc incontrolable i no va fer més mal perquè les flames van xocar amb les gruixudes parets de pedra (de 0,5 m) de l'església de santa Maria, que van evitar que el foc es propagués més enllà. Per aquest motiu la major part dels edificis de Warwick són posteriors a aquesta data. L'ajuntament va encarregar als arquitectes Francis i John Smith la reconstrucció de les cases i de l'església.

## Clima
Warwick, com la resta de la Gran Bretanya té un clima humit, amb hiverns temperats i estius frescs. L'estació meteorològica més propera és la de Wellesbourne, a unes 6 milles al sud del centre de Warwick i a una elevació semblant.
La temperatura màxima enregistrada va ser de 36,1 °C l'agost del 1990, però normalment no se superen els 30 °C, i durant 16,5 vegades la temperatura màxima marcava 25,1 °C o més.
La temperatura mínima enregistrada va ser de −17.8 °C, el gener del 1982, però el més habitual és tenir 53,3 gelades a l'any.
La precipitació mitjana és de 608 mil·límetres per any, amb més de 114 dies de pluja, segons les dades en referència al període 1971–2000.
| Dades climàtiques a Warwick (Wellesbourne) | Dades climàtiques a Warwick (Wellesbourne) | Dades climàtiques a Warwick (Wellesbourne) | Dades climàtiques a Warwick (Wellesbourne) | Dades climàtiques a Warwick (Wellesbourne) | Dades climàtiques a Warwick (Wellesbourne) | Dades climàtiques a Warwick (Wellesbourne) | Dades climàtiques a Warwick (Wellesbourne) | Dades climàtiques a Warwick (Wellesbourne) | Dades climàtiques a Warwick (Wellesbourne) | Dades climàtiques a Warwick (Wellesbourne) | Dades climàtiques a Warwick (Wellesbourne) | Dades climàtiques a Warwick (Wellesbourne) | Dades climàtiques a Warwick (Wellesbourne) |
| Mes                                        | gen                                        | febr                                       | març                                       | abr                                        | maig                                       | juny                                       | jul                                        | ag                                         | set                                        | oct                                        | nov                                        | des                                        | anual                                      |
| ------------------------------------------ | ------------------------------------------ | ------------------------------------------ | ------------------------------------------ | ------------------------------------------ | ------------------------------------------ | ------------------------------------------ | ------------------------------------------ | ------------------------------------------ | ------------------------------------------ | ------------------------------------------ | ------------------------------------------ | ------------------------------------------ | ------------------------------------------ |
| Màxima rècord °C (°F)                      | 14.5 (58.1)                                | 17.8 (64)                                  | 21.7 (71.1)                                | 26.3 (79.3)                                | 28.1 (82.6)                                | 32.8 (91)                                  | 35.4 (95.7)                                | 36.1 (97)                                  | 28.9 (84)                                  | 23.9 (75)                                  | 18.8 (65.8)                                | 15.6 (60.1)                                | 36.1 (97)                                  |
| Mitjana diària °C (°F)                     | 7 (45)                                     | 7.5 (45.5)                                 | 10.2 (50.4)                                | 12.8 (55)                                  | 16.5 (61.7)                                | 19.4 (66.9)                                | 22.4 (72.3)                                | 21.9 (71.4)                                | 18.4 (65.1)                                | 14.1 (57.4)                                | 9.8 (49.6)                                 | 7.7 (45.9)                                 | 13.98 (57.16)                              |
| Mínima mitjana °C (°F)                     | 0.9 (33.6)                                 | 0.8 (33.4)                                 | 2.4 (36.3)                                 | 3.6 (38.5)                                 | 6.2 (43.2)                                 | 9.1 (48.4)                                 | 11.3 (52.3)                                | 11.2 (52.2)                                | 9.3 (48.7)                                 | 6.5 (43.7)                                 | 3.2 (37.8)                                 | 1.7 (35.1)                                 | 5.52 (41.93)                               |
| Mínima rècord °C (°F)                      | −17.8 (0)                                  | −14.5 (5.9)                                | −10 (14)                                   | −6.6 (20.1)                                | −2.8 (27)                                  | −1.7 (28.9)                                | 2.2 (36)                                   | 1.7 (35.1)                                 | −2.2 (28)                                  | −5.7 (21.7)                                | −8.5 (16.7)                                | −17.4 (0.7)                                | −17.8 (0)                                  |
| Precipitació mitjana mm (polzades)         | 53.84 (2.1197)                             | 39.86 (1.5693)                             | 45.27 (1.7823)                             | 44.86 (1.7661)                             | 49.3 (1.941)                               | 53.57 (2.1091)                             | 44.75 (1.7618)                             | 56.32 (2.2173)                             | 57.58 (2.2669)                             | 54.97 (2.1642)                             | 50.18 (1.9756)                             | 57.77 (2.2744)                             | 608.46 (23.9551)                           |
| Font: KNMI                                 |                                            |                                            |                                            |                                            |                                            |                                            |                                            |                                            |                                            |                                            |                                            |                                            |                                            |

## Demografia
Segons el cens del 2001, Warwick tenia 23.350 habitants. La densitat de població era de 3.414 persones per km², amb una ràtio de 100 dones per cada 95,7 homes. Dels majors de 16 anys, el 29% eren fadrins (no s'havien casat mai), el 43,4% eren casats, i el 8,9% divorciats. Dels 10.285 habitatges censats, el 33,1% estaven ocupats per una sola persona, el 36,7% estaven habitats per parelles de casats, el 8,6% per parelles sense casar i el 16,8% eren famílies monoparentals; aquestes xifres són similars a les del districte electoral de Warwick, que inclou més territori que el de la ciutat de Warwick, però en comparació amb la mitjana de famílies monoparentals d'Anglaterra (9.5%), la de Warwick és superior. Les persones entre 16–74 anys, 26,2% no tenen estudis acadèmics, inferior a la mitjana nacional (28,9%), i un 26,2% tenia un títol acadèmic de primer grau o superior, mentre que la mitjana nacional és de 19,9%.
No hi ha estudis censals anteriors al 1801, però s'han fet estimacions basades en altres mesures. Els historiadors suggereixen que el 1086 la ciutat tenia una població d'uns 1.500 habitants; els indicadors d'altres segles són escassos però sembla que al segle xvi hi havia uns 2.000 habitants i a finals del segle xvii uns 3.000. El cens del 1801 té enregistrades 5.592 persones vivint a Warwick.

## Economia
Warwick és famosa pel seu hipòdrom on es fan importants competicions a nivell nacional. La seva gran extensió ha permès la creació d'un camp de golf de 9 forats, que atreu molts aficionats, a més dels aficionats al hoquei que es practica aquí des del 1920.
Tot i el seu passat agrícola, en els darrers anys diverses empreses s'han establert a la ciutat. Des del novembre del 2004, National Grid té les seves oficines en el polígon anomenat Warwick Technology Park situat al nord de la ciutat, entre la carretera A425 i l'A452. L'empresa Phillips 66 i la seva estació de petroli, JET, tenen aquí la seva seu al Regne Unit. També està l'empresa de roba interior Bravissimo; IBM; Volvo Group UK, que està a Wedgnock Industrial Estate, una altra àrea a prop de la carretera A46. Altres companyies amb seu a Warwick són: Bridgestone, Calor, Kantar i Delphi Automotive.
El fet de ser capital administrativa del comtat fa que tingui llocs de treball en el sector de serveis: hi ha tres hospitals, oficines administratives i educatives. Una de les moltes escoles privades de secundària, la Warwick School per a nois podria ser la més antiga d'Anglaterra. La Universitat de Warwick està a unes milles al nord, a prop de Coventry.

## Fills il·lustres
- John Hicks (1904 - 1989) economista, Premi Nobel d'Economia de l'any 1972.

## Agermanaments
Warwick té relacions d'agermanament amb:
- Saumur (França), des del 1976
- Verden an der Aller (Alemanya), des del 1989
- Halverberg (Alemanya), des del 1990

A més manté relacions d'amistat amb Bo District, (Sierra Leone).

## Llocs d'interès

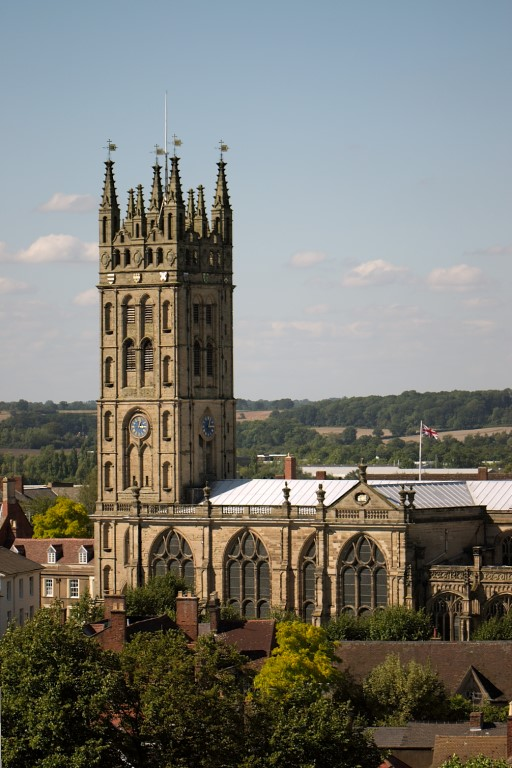
Església de santa Maria

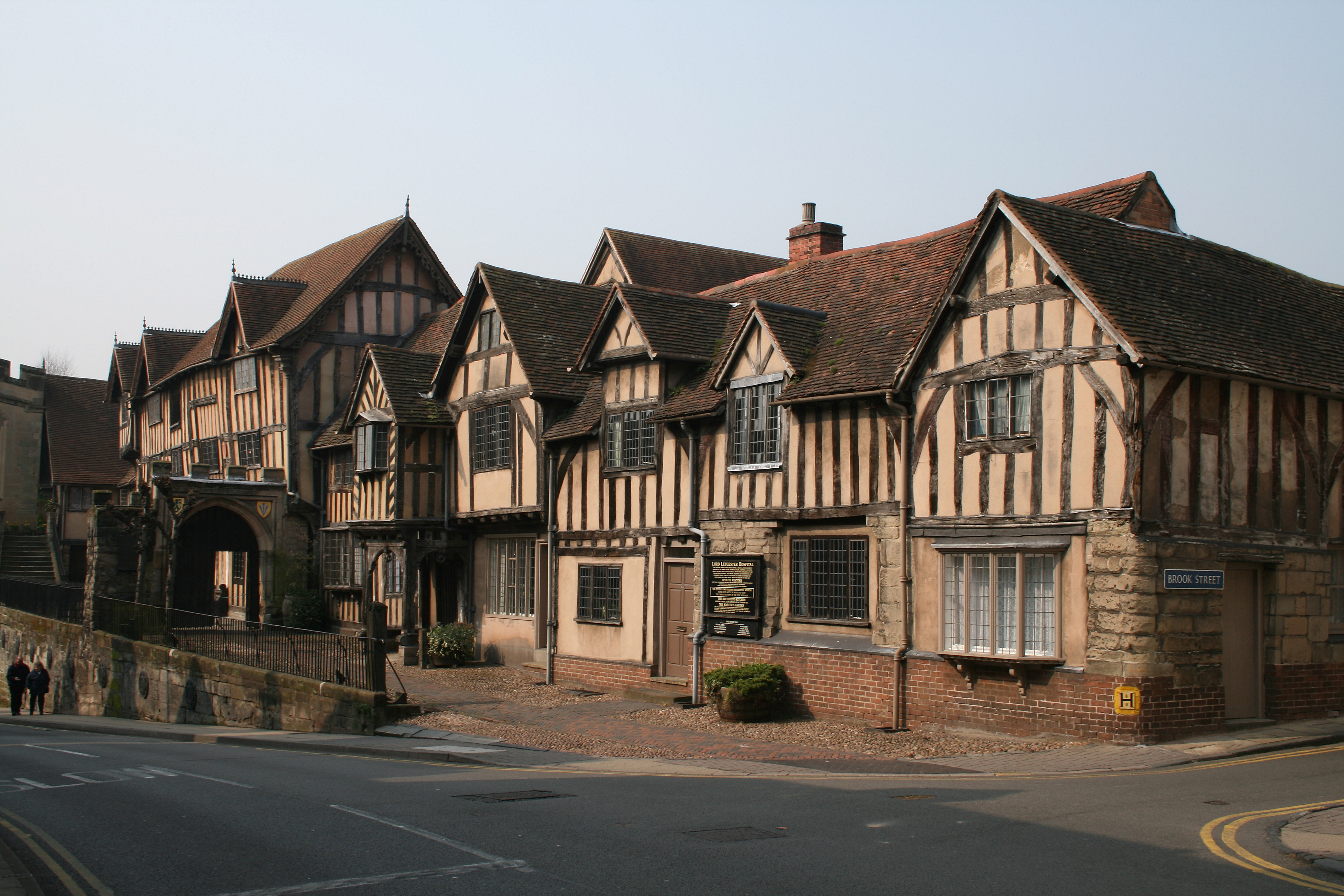
Hospital Lord Leycester

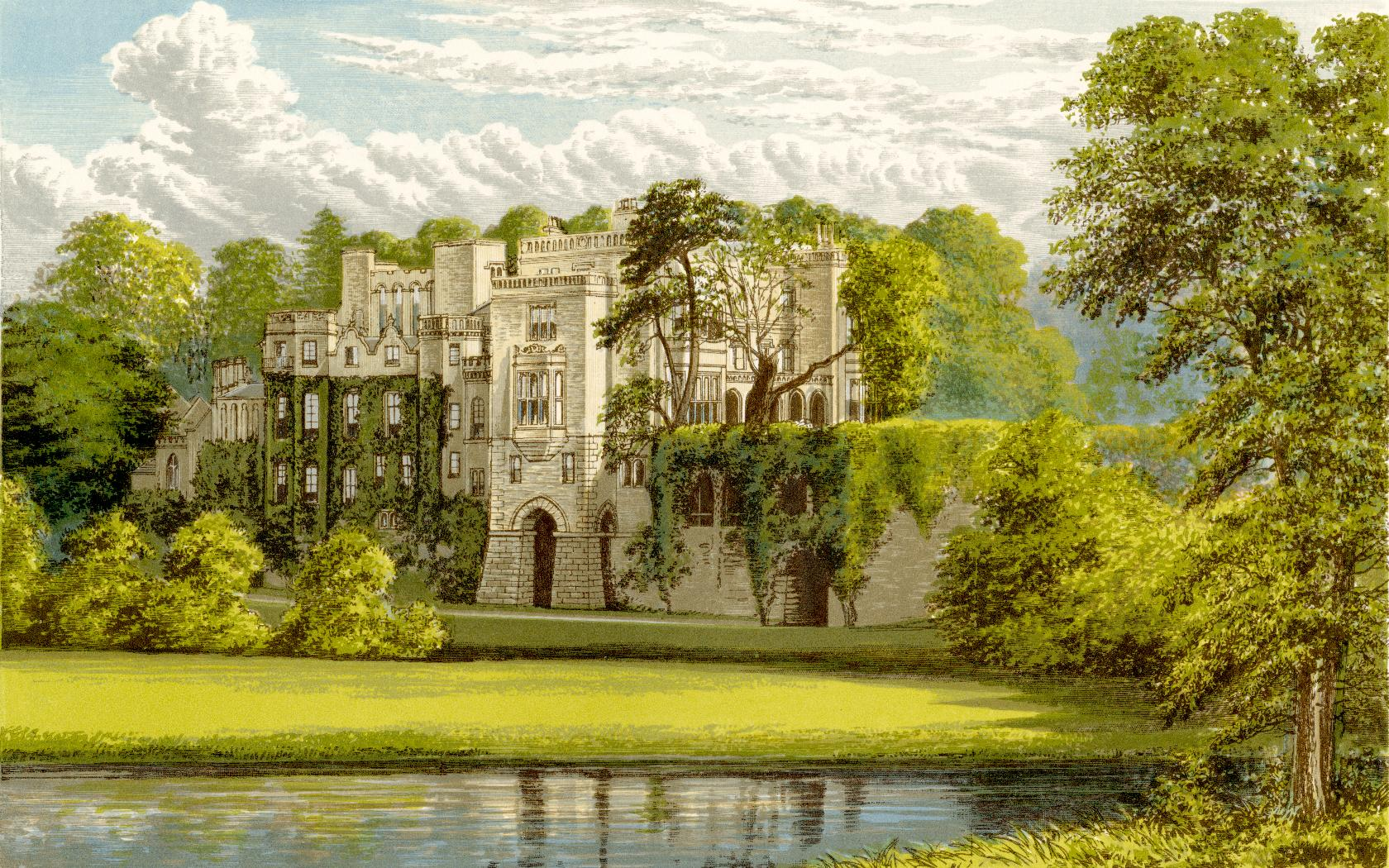
Dibuix de Guy's Cliffe House el 1880.

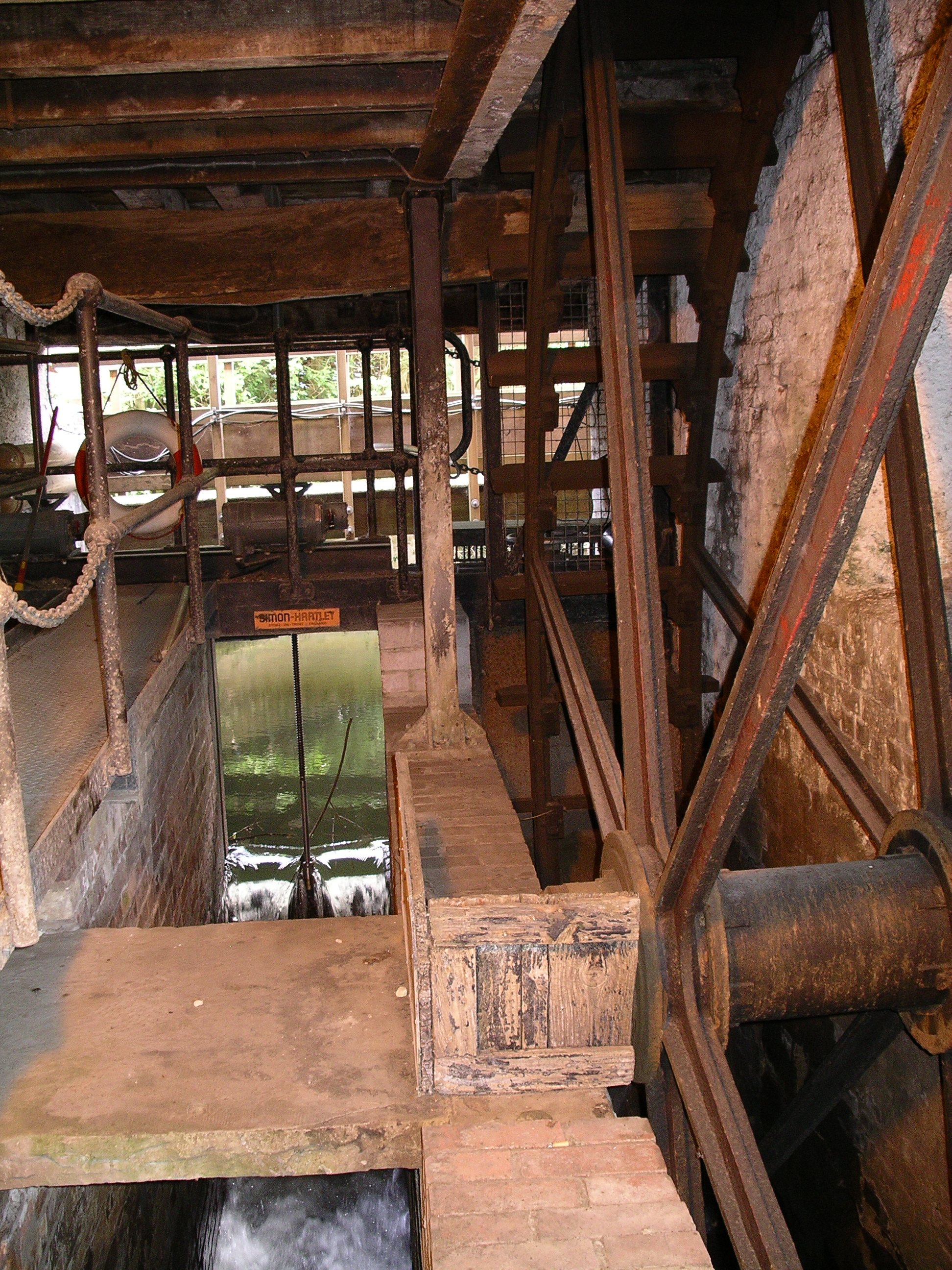
Interior del Saxon Mill

- L'església col·legiata de santa Maria, que va resistir parcialment l'incendi.
- L'hipòdrom, construït el 1808.
- L'hospital Lord Leycester, una residència per militars retirats, que és un dels pocs edificis que es van salvar de l'incendi; comprèn la capella medieval de sant Jaume i un museu dels antics hússars.
- Lord Leycester Hotel, del segle xvi.
- Guy's Cliffe House, una antiga residència senyorial.
- La plaça del mercat (Market Square), anteriorment anomenada Mount Pleasant, on hi ha un edifici del 1670.[24]
- Un teatre del 1999 anomenat The Dream Factory.
- El museu St John's Museum, que va ser antigament un hospital i després una escola.
- St Michael's Leper Hospital, una antiga leproseria fundada pel comte Roger de Warwick el 1135, catalogat com a edifici del patrimoni nacional de grau II.[25]
- El parc de St. Nicholas, al centre de la ciutat.
- El molí del segle xii que aprofita la força del riu, Saxon Mill, que es va reconstruir el 1822.
- Les oficines del comtat, Shire Hall, edifici construït al segle xviii amb un disseny de Sanderson Miller.
- El castell de Warwick